# Për një çast më ndali zemra
"Për një çast më ndali zemra" är en låt framförd som en duett av sångerskan Rovena Dilo och Pirro Çako. Låten är skriven på albanska av Timo Flloko medan musiken har komponerats av Pirro Çako. 
Med låten deltog Dilo och Çako i den tredje upplagan av musiktävlingen Kënga Magjike (år 2001). Med låten tog de sig till finalen och väl där lyckades de vinna hela tävlingen. Låten finns med på Pirro Çakos album från år 2004, Herët a vonë. 